# Stopák
Stopák je lezecký přípravek, jehož účelem je v daný okamžik při lezení na laně zastavit. Využívá se při speleologii a práci ve výškách. Nevýhodou však zůstává, že lze použít pouze na jednoduchém laně.